# Balanogonia freudei
Balanogonia freudei är en skalbaggsart som beskrevs av Frey 1968. Balanogonia freudei ingår i släktet Balanogonia och familjen Rutelidae. Inga underarter finns listade.